# Hannes Eisler
Hannes Georg Eisler, född 20 september 1923 i Wien, död 28 maj 2015 i Stockholm, var en österrikisk-svensk psykolog med professors namn. 
Eisler flydde till Sverige 1938 undan nazisternas förföljelser, och tog studentexamen efter att ha arbetat en tid som bonddräng. Efter studier vid Stockholms högskola intresserade han sig för psykologisk forskning, speciellt kvantitativ psykologi under professor Gösta Ekman. Efter ett års studier vid Harvard university återkom Eisler till Stockholm och disputerade 1963. Hans forskning kom att behandla bland annat upplevelsemätning och tidsperception. 1994 tilldelades Eisler Professors namn av regeringen Carl Bildt.